# Kurume

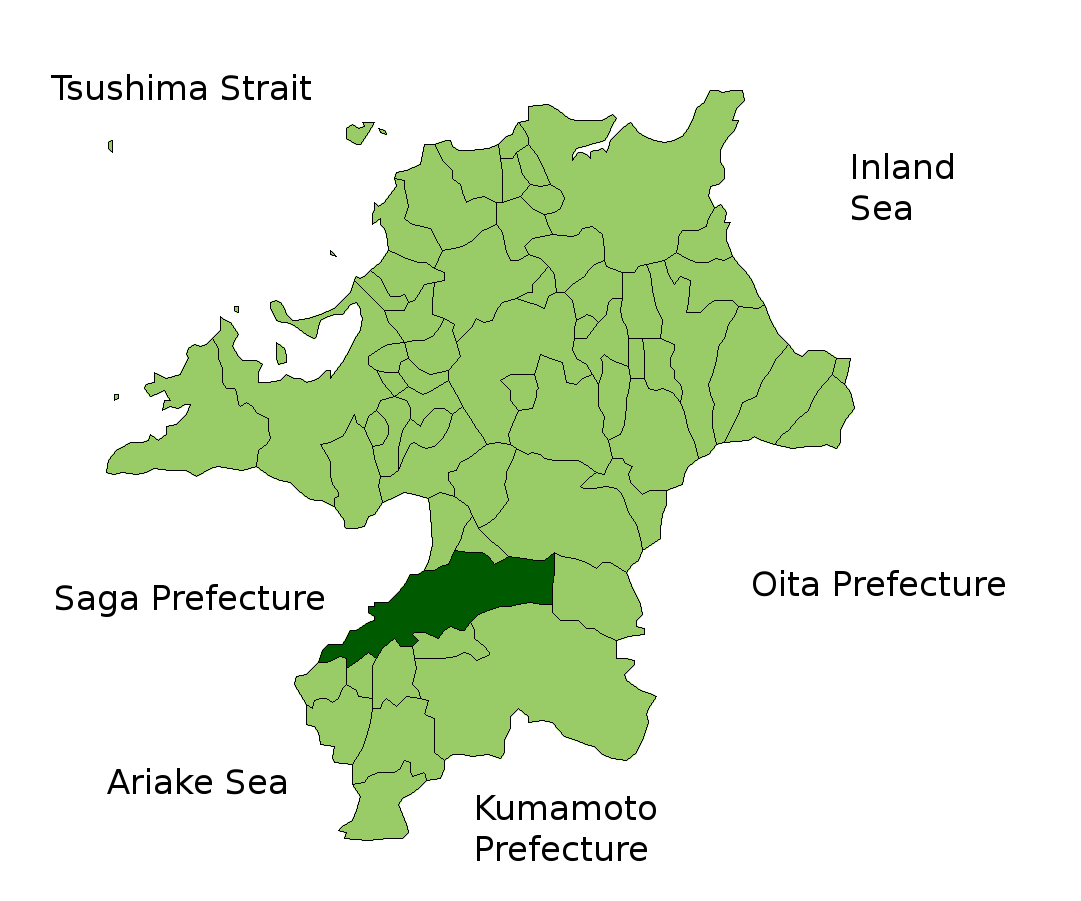

Kurume (久留米市 Kurume-shi?) este un municipiu din Japonia, prefectura Fukuoka.